# Савицкий, Константин Сергеевич
Константин Сергеевич Савицкий (1905—1955) — помощник первого заместителя министра внутренних дел СССР, полковник.

## Биография
Отец: Савицкий Сергей Владимирович, полковник царской армии, дворянин, организатор белогвардейских отрядов для борьбы с советской властью.
Был принят на работу в органы НКВД Грузинской ССР в 1931 по рекомендации разоблачённого впоследствии как врага народа Акакия Кохреидзе. Пользуясь покровительством бывшего начальника Экономического отдела, а затем и начальника Секретно-политического отдела УГБ НКВД Грузинской ССР Б. З. Кобулова, через короткий промежуток времени был выдвинут с должности оперуполномоченного, а затем и на должность начальника отделения, после чего и помощника начальника IV отдела. В апреле 1939 был уволен из органов НКВД в запас, но в 1941 опять при содействии Б. З. Кобулова был отозван с фронта и назначен заместителем начальника отделения IV управления НКВД СССР. В 1943, когда Б. З. Кобулов был назначен заместителем народного комиссара государственной безопасности СССР, перешёл к нему на работу в качестве личного секретаря. В 1945 по указанию был назначен на должность заместителя начальника (А. И. Коссого) секретариата НКГБ СССР, а после освобождения Б. З. Кобулова от должности заместителя наркома госбезопасности добился своего увольнения из органов НКГБ по болезни. В том же 1945 в связи с назначением Б. З. Кобулова заместителем начальника Главного управления советским имуществом за границей при Совете министров СССР К. С. Савицкий по просьбе и рекомендации последнего был назначен помощником начальника этого управления. В марте 1953 после назначения Б. З. Кобулова первым заместителем министра внутренних дел СССР, был по указанию Л. П. Берия вновь зачислен на работу в органы МВД и назначен помощником Б. З. Кобулова.
Арестован по «делу Рухадзе» 1 июля 1953 года. Расстрелян в 1955.

### Участие в репрессиях
В 1953 сознался, что к тем арестованным, которые давали признательные показания, меры физического воздействия в процессе следствия не применялись. Но при приведении приговоров в исполнение их обязательно избивали по указанию Берия, который говорил: «Прежде чем вести их на тот свет, набейте им морду». Очевидец расстрелов в Тбилиси эпохи «Большого террора» показал в 1954: «Жуткие сцены разыгрывались непосредственно на месте расстрелов. Кримян, Хазан, Савицкий, Парамонов, Алсаян, Кобулов… как цепные псы набрасывались на совершенно беспомощных, связанных верёвками людей, и нещадно избивали их рукоятками от пистолетов».